# Asunnanjärvi
Asunnanjärvi eller Asuntajärvi är en sjö i Finland. Den ligger i kommunen Keuru i landskapet Mellersta Finland, i den södra delen av landet, 230 km norr om huvudstaden Helsingfors. Asunnanjärvi ligger 127,8 meter över havet. Den ligger vid sjön Kolojärvi. I omgivningarna runt Asunnanjärvi växer i huvudsak blandskog. Arean är 2,65 kvadratkilometer och strandlinjen är 16,3 kilometer lång. Sjön  ingår i Kumo älvs huvudavrinningsområde. 
I övrigt finns följande i Asunnanjärvi:
- Vasikkasaari (en ö)
- Hemminkisaari (en ö)
- Valakkasaari (en ö)

I övrigt finns följande vid Asunnanjärvi:
- Kolojärvi (en sjö)